# グリーンバーグ (ニューヨーク州)
グリーンバーグ（Greenburgh）は、アメリカ合衆国ニューヨーク州のウェストチェスター郡にある町。
人口は9万5397人（2020年）。マンハッタンの北40キロメートル、ハドソン川東岸に位置している。町域の約半分は国勢調査指定地域であり、残りは6つの村に分割されている。

## 地理
近隣の自治体は、南にヨンカーズ、東にホワイト・プレインズ、北にマウントプレザントがある。

## 交通
通勤にはメトロノース鉄道のハドソン線が利用できる。町内の路線バスは郡営のビーラインバスシステムが運行している。

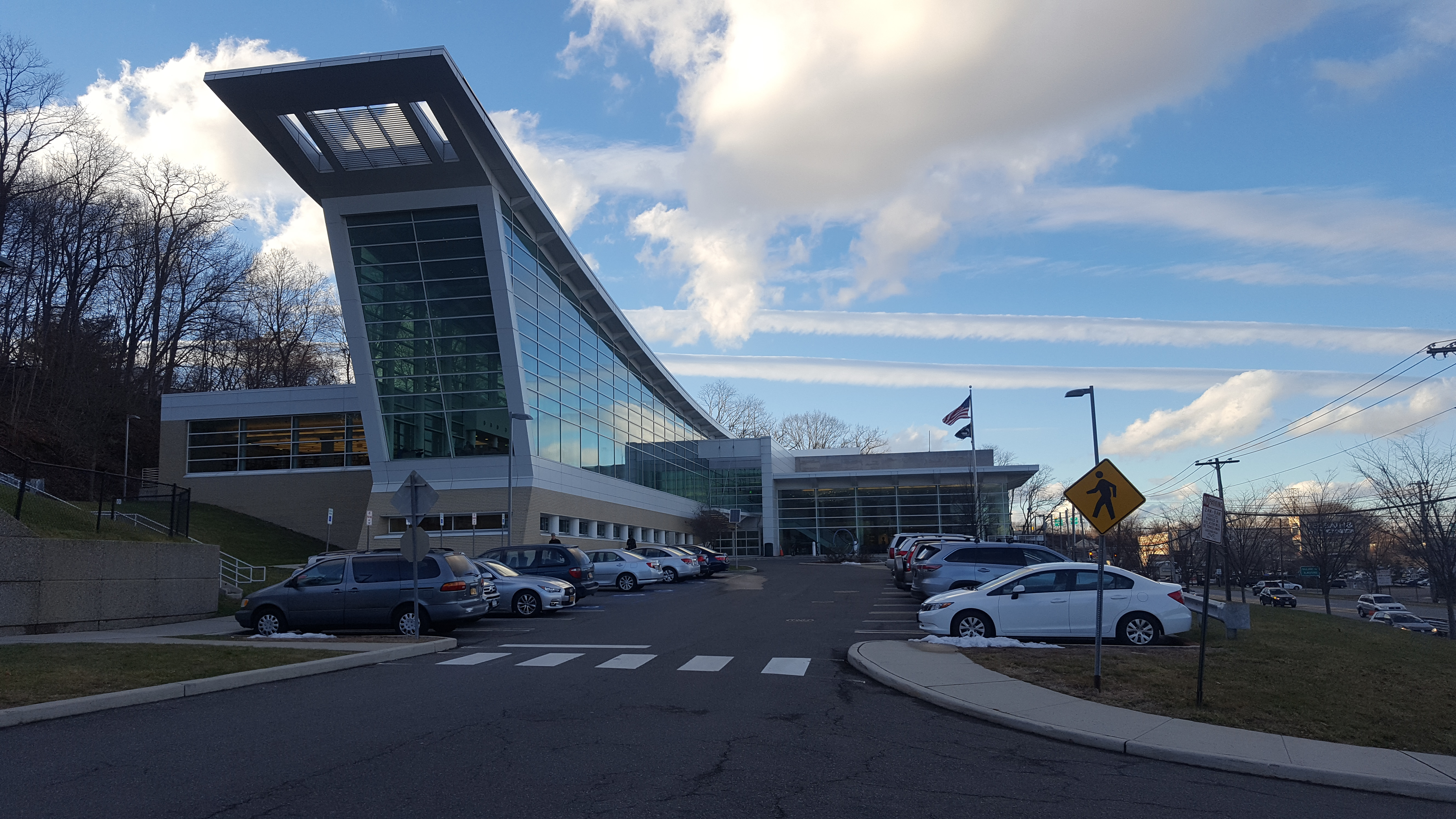
グリーンバーグ図書館